# ニレンジャー
ニレンジャーは、かつて浅井企画で活動していたお笑いコンビ。
1989年結成。度重なるメンバーチェンジを経て、2019年10月2日、林の脱退とコンビ解消を発表。事務所公式サイトでは解散としているが、現在は川田一人でニレンジャーの名前を引き継ぎピンで活動している。

## メンバー
- 川田 青澄（かわだ あずみ、1981年8月11日 - ） (43歳)

神奈川県川崎市出身。血液型O型。産業能率大学経営学部経営学科卒業。
趣味はサッカー、ダンス、ラーメン食べ歩き（朝・昼・夜ラーメンでも可）。
特技はバクステ外神田一丁目の総勢100名以上に及ぶメンバーの名前・性格をすべて言えること。
二レンジャー加入前は「アイアンハート」として活動。2000年6月に初舞台。
コンビ解散後は「二レンジャー」の名を継ぎ、今後も芸人活動を継続。

### 過去のメンバー
- 保刈 洋幸（ほかり ひろゆき、1970年11月26日 - ） (54歳)[2]

埼玉県出身。
2レンジャー結成時のメンバー。1996年まで在籍。
- 日向野 勉（ひがの つとむ、1971年3月14日 - ） (54歳)

埼玉県出身。血液型A型。
趣味・特技はリバーシ。
2レンジャー結成時のメンバー。2005年まで在籍。
- 荒川 賢一（あらかわ けんいち、1975年12月15日 - ） (49歳)

福島県出身。血液型O型。
趣味は漫画、サッカー。
かつて「てんぐるーす」というコンビを組んでいた。
新生2レンジャー結成時のメンバー。2002年まで在籍。
現在は「アラケン」名義で放送作家・脚本家として活動している。
- 林 博之（はやし ひろゆき、1978年3月5日 - ） (47歳)

福島県出身。血液型AB型。
コンビ時代はボケを担当。
趣味はカラオケ、テレビ鑑賞。
特技はウグイス嬢のものまね、接待。
スーパーニレンジャー結成時のメンバー。2019年10月2日まで在籍。

## 経歴
1989年、保刈と日向野の2人により「2レンジャー」結成。当時は渡辺プロダクションに所属。
その後保刈が脱退し、荒川が加入。コンビ名を「新生2レンジャー」とする。
2002年に林が加入、トリオとなって「スーパーニレンジャー」と改名した後、所属事務所が78PROJECTからケーアッププロモーションに移る。
その後、荒川が脱退、代わって川田が加入し、トリオのまま名前を「日向野勉とニレンジャー」に改名。
2005年に日向野が脱退。この時点で最初の「2レンジャー」結成時のメンバーはいなくなり、林と川田のコンビとなる。
2013年6月30日までは、ジェイピィールーム（アップフロントグループ）に所属していたが、同社がお笑い部門から撤退することを決定し、それに伴って全芸人が事務所を退社した。二人は、同年7月1日からフリーランスを経て、10月より浅井企画に所属し現在に至る。
2019年10月2日、公式サイトにて林の脱退、コンビ解消を発表。林は引退、川田は「ニレンジャー」の名を継ぎ今後も芸人活動を継続する。事務所を通してのコメントでは「ニレンジャーの歴史はまだまだ続く」としている。
以下、経歴を簡略化。
1. 2レンジャー（保刈洋幸、日向野勉）1989年 - 1996年
2. 新生2レンジャー（日向野勉、荒川賢一）1997年 - 2002年
3. スーパーニレンジャー（日向野勉、荒川賢一、林博之）2002年
4. 日向野勉とニレンジャー（日向野勉、林博之、川田青澄）2003年 - 2005年
5. ニレンジャー（林博之、川田青澄）2005年 - 2019年
6. ニレンジャー（川田青澄）2019年 - 現在

## 芸風
2レンジャー、スーパーニレンジャー時代より主にコントで活動。現在の林・川田の二人になってからの主なネタには「先生一人と生徒一人の小さな分校」「『カナディアンバイセコー部』への新入生勧誘」「ラーメン店レポート」「不動産営業と客」「酔っ払い同士の会話」「子供番組『ニレンジャーといっしょ』のお兄さん」などがある。『ニレンジャーといっしょ』のお兄さんのキャラクターでは、プロペラを上に付けた三色帽子を被った姿で、ブラックな言葉や演技などを入れたネタを披露している。オチは林が両手を使ってアニメなどのように丸く縮んでフェードアウトのようにし、「今日見たことはお父さんやお母さんには内緒だよ」と言い残し両手を閉じる。

## エピソード
川田は「AKIHABARAバックステージpass」でMCをしており、ブログにはバクステ外神田一丁目のメンバーが頻出している。また、2014年9月に株式会社エアデリという物流会社を創業、代表取締役に就任した。林は渋谷で2店舗のキャバクラの店長をしており、2015年4月28日放送の「有田チルドレン」では、キャバクラの裏側やキャバ嬢にモテる方法などを紹介していた。

## 出演

### テレビ

#### 現在のレギュラー番組
- トチギ発アイドル育成型バラエティ パツイチ ～一発当てたい!～（とちぎテレビ）- 川田のみ
- つんつべ♂バク音（TOKYO MX）- 川田のみ

#### 過去の出演番組
- 爆笑オンエアバトル（NHK総合）- 戦績2勝6敗、最高405KB
- オンバト+（NHK総合）- 戦績3勝3敗、最高449KB
- 北野タレント名鑑（フジテレビ）
- 退屈貴族（フジテレビ）
- ワンナイR&R お正月SP!（フジテレビ）
- BACK-UP!（フジテレビ）
- エンタの天使（日本テレビ、2009年3月4日・第9回）- キャッチコピーは「子供泣かせのブラック体操」
- ファミレストーク王決定戦（フジテレビONE）- 林のみ
- 半分エスパー（フジテレビTWO）- 新人お笑い芸人発掘オーディション出場者役
- お笑いさぁ〜ん（日本テレビ、2010年5月31日）-「おつなぎさぁ〜ん」
- 『ぷっ』すま（テレビ朝日、2013年9月7日）- 川田のみ
- お願い!ランキング（テレビ朝日、2014年3月10日）-「年収100万円以下芸人 勝ち抜きネタバトル!切実!マネーリング!」
- 有田チルドレン（TBSテレビ、2015年4月28日）-「 有田が携帯に入れたい芸人オーディション」
- 目指せ!! アウトレット芸人（千葉テレビ、2015年5月27日）
- おはスタ（テレビ東京）「親子でチャレンジ！妖怪検定！」

### ラジオ
- ゆうがた5（調布FM）- レギュラー

### Web
- ニレンジャーの抱き合わせ!（ニコジョッキー、2014年10月14日 #1 - 2016年2月9日 #17）- レギュラー
- メンズアヴィラ（あっ!とおどろく放送局、2011年2月6日）

### アニメーション
- 氷にのった白くまウーラ（花畑牧場、2009年7月公開）- 声優として、川田はタコ役とハト役、林はシマウマ役

### 定期ライブ
- 55☆NEXT!!（浅井企画主催、新宿バティオス、毎月第1木曜日開催）
- お笑いダイナマイトショー（浅井企画主催、年1回開催）

### 舞台
- 劇団シニアグラフィティ 旗揚げ公演 昭和歌謡シアター『終着駅」（2006年5月23日 - 29日、新宿 SPACE107）- 川田のみ
- 劇団シニアグラフィティ 第2回公演 昭和歌謡シアター『時の流れに身をまかせ』（2006年9月2日 - 10日、新宿 SPACE107）- 川田のみ
- 劇団シニアグラフィティ 第4回公演 ハロプロ篇『横須賀ストーリー』（2007年4月24日 - 30日、北千住 THEATRE1010）- 川田のみ
- 劇団シニアグラフィティ 第5回公演 昭和歌謡シアター『東京』（2007年6月9日 - 17日、新宿 SPACE107）- 川田のみ
- 劇団シニアグラフィティ 第6回公演 昭和歌謡シアター『FAR AWAY』（2007年9月27日 - 30日、北千住 THEATRE1010）- 川田のみ
- 神田時来組『志士たち』（2008年6月11日 - 15日、シアターサンモール）- 川田が弥助役で出演
- つんく♂THEATER 第9弾 ～めちゃモテ劇場～『めちゃモテ委員会vsめちゃモテ反対委員会ですわっ!』（2011年1月6日 - 10日、品川 六行会ホール）- 川田が青木健太役で出演